# José Mário Branco
José Mário Monteiro Guedes Branco, mais conhecido por José Mário Branco (Porto, 25 de maio de 1942 – Lisboa, 19 de novembro de 2019), foi um músico, cantautor, compositor/arranjador e produtor musical português. É descrito como "um dos nomes maiores da canção portuguesa" e apresenta uma extensa actividade musical nas mais variadas áreas, contando com uma carreira de cinco décadas.
Em 1963 e com apenas 21 anos, viu-se forçado a exilar-se em Paris para fugir ao serviço militar e à guerra colonial, relativamente à qual era, expressamente, contra. Regressou a Portugal em 1974, após a Revolução dos Cravos. 
Ao longo da sua carreira trabalhou com diversos artistas de relevo da música de intervenção e de outros géneros, designadamente, com José Afonso, Sérgio Godinho, Fausto, Janita Salomé, Amélia Muge, Gaiteiros de Lisboa, e, no fado, com Carlos do Carmo, Camané e Katia Guerreiro. Compôs e cantou para o teatro, cinema e televisão, tendo sido elemento da companhia de teatro A Comuna – Teatro de pesquisa.

## Biografia

### Primeiros anos
Filho de professores primários, cresceu entre o Porto e Leça da Palmeira. Iniciou o seu percurso musical no primeiro ano do liceu, com aulas de violino no Conservatório de Música do Porto, tendo desistido ao fim de um ano. Só retomaria os estudos em música anos mais tarde, em 1958, na escola de música Parnaso no Porto, onde estudou piano, flauta, percussão, composição, orquestração, análise musical e etnomusicologia.
Durante a sua juventude foi católico crente e fez parte da JEC. Apesar disso, apoiou em 1958 a candidatura de Humberto Delgado e a sua consciência política começou a despertar. Em 1961 voltou ao liceu para poder ingressar no curso de História da Universidade de Coimbra. Nessa altura tornou-se militante do PCP, e um ano mais tarde ingressou na Universidade de Coimbra. O seu curto percurso académico terminou com a prisão pela PIDE a 28 de Abril de 1962, durante as férias da páscoa. Só seria libertado cinco meses depois, a 29 de Setembro. Voltou a ingressar no curso de História, desta vez na Universidade do Porto, e pouco tempo depois foi chamado para cumprir serviço militar obrigatório.
Recusando-se a combater na guerra colonial e sem o apoio do PCP, que defendia o trabalho político dos seus militantes nas colónias, exilou-se em Paris em junho de 1963 com apenas 21 anos de idade. Só voltou a Portugal onze anos mais tarde, após a Revolução dos Cravos, em 1974. 

### Exílio e início do percurso musical
Em Paris, começa a compor canções, primeiro em francês e depois em português. Em 1965 fundou o grupo Teatro da Liga, com o qual colaborou durante alguns anos. Aquando do Maio de 68 já tocava em festas, escolas e faculdades, juntamente com os companheiros de exílio Sérgio Godinho, Luís Cília e Tino Flores. Fundou ainda o Grupo Organon, corporação artística que realizava diversas actividades por França.
Em 1969 edita o seu primeiro EP Seis cantigas de amigo, editado pelos Arquivos Sonoros Portugueses. A sua actividade musical continuou a desenvolver-se a partir de 1970, com o trabalho de produção de álbuns de Jean Sommer [fr] e a publicação do EP Ronda do soldadinho / Mãos ao ar!.
Em 1971 edita o seu primeiro LP, Mudam-se os tempos, mudam-se as vontades, e produz também o LP Cantigas do Maio de José Afonso, um dos álbuns mais marcantes da música portuguesa. Em 1972 publica Margem de certa maneira, o seu último álbum publicado no exílio, e assina os arranjos e direção musical do LP Os Sobreviventes de Sérgio Godinho, e Até ao pescoço de José Jorge Letria. No ano seguinte volta a colaborar com José Afonso nos arranjos e direcção musical do LP Venham mais Cinco.

### Depois do exílio
Depois da Revolução dos Cravos regressou a Portugal e foi um dos fundadores do GAC, criado em Maio de 1974 juntamente com Tino Flores, Fausto Bordalo Dias e Afonso Dias. Com o GAC, percorreu o país de norte a sul e deu mais de mil espectáculos, assumindo publicamente a vontade de se expressar colectivamente e afastando a ideia de uma carreira a solo. Em 1975 foi convidado, a título individual, para participar no Festival RTP da Canção, mas optou por concorrer colectivamente com o GAC, apresentando o tema “Alerta”. A parceria com o GAC durou apenas um ano e meio.
Juntou-se à Comuna – Teatro de pesquisa em 1977, onde compôs a música para a peça de teatro “A mãe”, de Bertolt Brecht, que é publicada, em álbum, no ano seguinte. No mesmo ano compôs, juntamente com Fausto Bordalo Dias e Sérgio Godinho, a banda-sonora do filme A Confederação de Luís Galvão Teles, e no ano seguinte compôs a música para o filme Gente do norte, de Leonel Brito.
Abandonou a Comuna e junto com outros actores, também dissidentes, fundou, em 1979, o Teatro do Mundo com o qual colaborou em várias peças, tendo um papel preponderante nas atividades da companhia de teatro. 

### Actividade musical após 1980
Em 1980 foi autor dos arranjos musicais da canção “Esta página em branco”, do Quarteto Música em Si, que concorreu ao festival RTP da Canção 1980, tendo ficado em 6º lugar, com um total de 24 pontos. No ano seguinte colaborou com o sobrinho António Branco nos arranjos da canção “Tanto e tão pouco”, ficando em 8º lugar na classificação geral do festival.
O regresso aos álbuns originais só aconteceria oito anos após o fim do seu exílio, com a publicação do LP Ser soli(d)/(t)ário e do emblemático single “FMI”, obra síntese do movimento revolucionário português com seus sonhos e desencantos. Esta última foi proibida, pelo próprio autor, de passar em qualquer estação emissora de rádio, TV ou outro tipo de exibição pública. Não obstante este facto, "FMI" será, provavelmente, a sua obra mais conhecida.
Seguiram-se A noite (1985), Correspondências (1990) e um álbum ao vivo em 1997.
Ao longo das décadas de 80 e 90 compôs música para inúmeros filmes e peças de teatro. Exerceu também um longo e prolifero trabalho como produtor musical de fado, tendo produzido álbuns para Camané, Carlos do Carmo, e — mais recentemente — para Katia Guerreiro. Ocupou assim um lugar de grande destaque no meio artístico do fado.
O seu ultimo álbum de originais, intitulado Resistir é vencer, foi lançado em 2004 em homenagem ao povo timorense, que resistiu durante décadas à ocupação pelas forças Indonésias, logo após o 25 de Abril.

### Últimos anos e morte
Em 2006, com 64 anos, José Mário Branco iniciou uma licenciatura em Linguística e estudos portugueses na Faculdade de Letras da Universidade de Lisboa. Terminou o 1.º ano com média de 19,1 valores, sendo considerado o melhor aluno do seu curso. Desvalorizou a bolsa de estudo por mérito que lhe foi atribuída, dizendo que é «algo normal numa carreira académica».
Morreu aos 77 anos vítima de paragem cardio-respiratória, na madrugada do dia 19 de Novembro de 2019, em Lisboa, horas após ter concluído, em estúdio, o trabalho de produção, direção e arranjo musical do álbum Ruas e Memórias, de Marco Oliveira, editado em 2022.

## Espectáculos emblemáticos

### Espectáculo “Mudar de Vida”
José Mário Branco apresentou o espectáculo “Mudar de vida” no dia 30 de Abril de 2007, na Casa da Música, no Porto, no qual interpretou a canção inédita “Mudar de vida”, juntamente com repertório já conhecido. O espectáculo foi apresentado no ano seguinte em Lisboa, na Culturgest, no dia 30 de Outubro.
Em 2016 foi publicado o documentário "Mudar de vida: José Mário Branco, Vida e Obra", da autoria de Nelson Guerreiro e Pedro Fidalgo. Filmado entre 2005 e 2013, a canção “Mudar de vida” é apresentada na íntegra ao longo do documentário, sendo o único registo que existe da mesma, uma vez que nunca foi editada em álbum.

### Três cantos ao vivo (2009)
Em 2009 voltou às actuações públicas com Sérgio Godinho e Fausto Bordalo Dias, para dois concertos intitulados Três Cantos, juntando «referências não só musicais mas também poéticas do que é cantar em português». Os espectáculos aconteceram a 22 e 23 de Outubro, no Campo Pequeno, em Lisboa, e a 31 de Outubro e 1 de Novembro, no Coliseu do Porto, apresentando repertório comum à carreira de três dos maiores cantautores da música de intervenção portuguesa.

## Reconhecimento

### Homenagem — Casa da Música
Em Junho de 2014, a Casa da Música do Porto anunciou uma homenagem a José Mário Branco, com a apresentação do espectáculo ... De Certa Maneira, um concerto para José Mário Branco, que contou com a participação de vários músicos, tais como JP Simões, coro Os Gambuzinos, Chullage, Manuel Pinheiro, inter alia.

### 50 anos de carreira
Em Novembro de 2017, a Warner Music Portugal anunciou que iria reeditar a discografia de José Mário Branco, no âmbito das comemorações dos seus cinquenta anos de carreira (contados a partir da publicação do seu primeiro EP Seis cantigas de amigo, em 1967). Foram reeditados os álbuns Mudam-se os tempos, mudam-se as vontades, Margem de certa maneira, A mãe, Ser soli(d)/(t)ário, A noite, Correspondências, José Mário Branco ao vivo em 1997 e Resistir é vencer. Para 2018, foram anunciadas duas publicações em CD: uma nova colectânea, Canções escolhidas, que reúne dezasseis canções escolhidas e organizadas cronologicamente por José Mário Branco, e o álbum Inéditos – 1967-1999, que reúne material discográfico nunca anteriormente publicado.

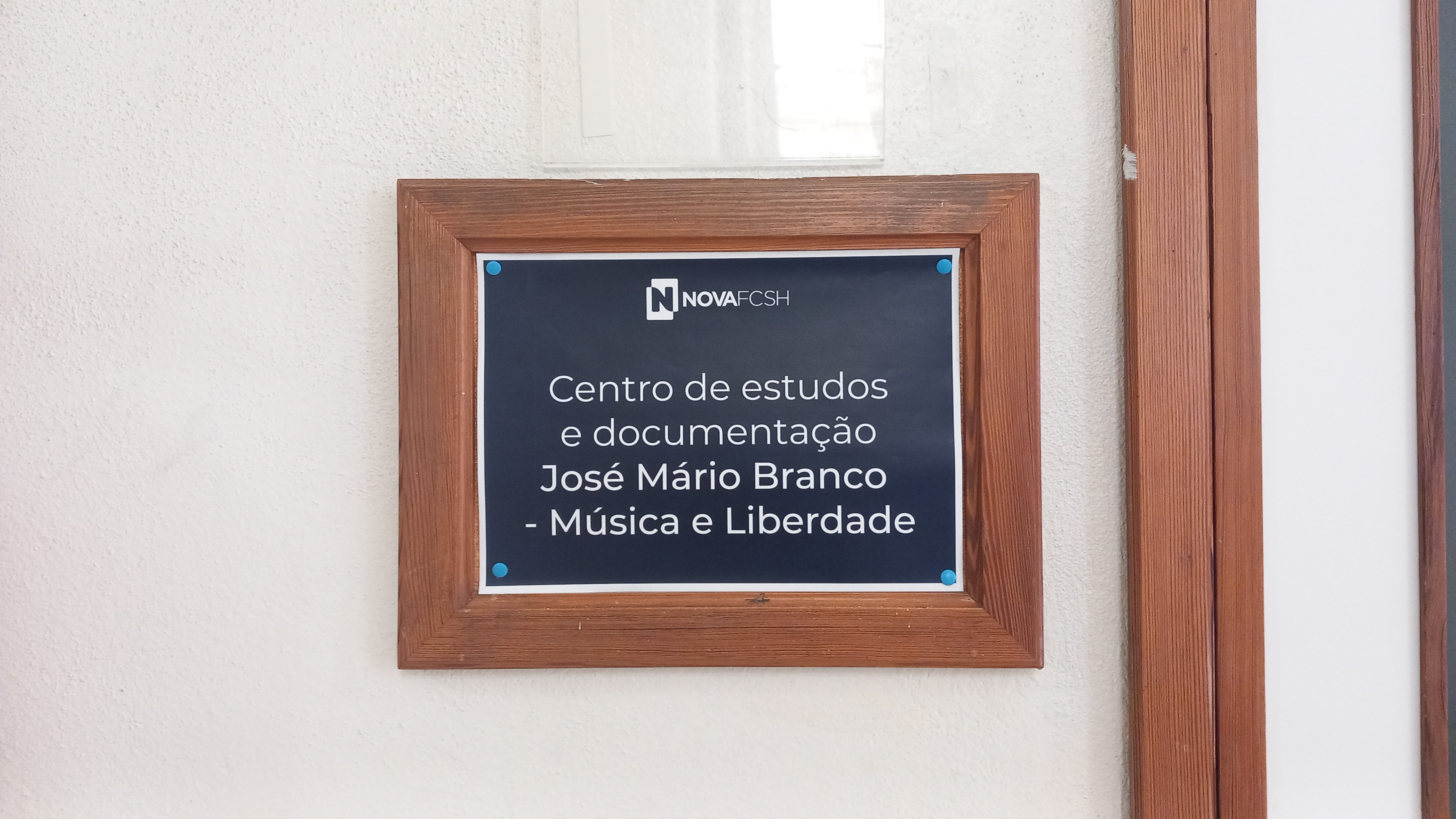
Placa indicativa do Centro de Estudos e Documentação José Mário Branco — Música e Liberdade, na NOVA FCSH (CAN) (Colégio Almada Negreiros), pólo de Campolide da FCSH da Universidade Nova de Lisboa (2023).

### Arquivo José Mário Branco
Em Junho de 2018 foi disponibilizado para livre consulta o Arquivo José Mário Branco, uma plataforma online mantida pelo CESEM – Centro de Estudos de Sociologia e Estética Musical da NOVA FCSH, e que resultou de uma parceria directa com José Mário Branco. O Arquivo José Mário Branco conta com mais de dois mil documentos que constituíam o acervo pessoal que o compositor foi reunindo na sua residência ao longo de várias décadas de carreira, e inclui documentos, partituras, cifras, letras de canções, correspondência, ficheiros de áudio e mapeamentos.

### "Um disco para José Mário Branco"
Em maio de 2019 foi publicado o álbum Um disco para José Mário Branco, apresentado como "um disco de agradecimento" que reúne dezasseis temas do legado musical de José Mário Branco, interpretados por diversos artistas e bandas portuguesas, entre os quais JP Simões, Osso Vaidoso, Camané e Peste & Sida.

### Centro de Estudos e Documentação José Mário Branco - Música e Liberdade
Em Junho de 2021 foi assinado um protocolo entre a família de José Mário Branco e a NOVA FCSH, no qual foi cedido o espólio físico e fonográfico do artista, que está a ser organizado e catalogado pelo Centro de Estudos e Documentação José Mário Branco – Música e Liberdade, criado para o efeito, e gerido por uma Comissão Científica que integra investigadores de duas unidades de investigação da NOVA FCSH -  CESEM e INET-md.

## Discografia
A discografia de José Mário Branco distribui-se por cerca de cinco décadas. O seu primeiro EP, Seis cantigas de amigo, foi publicado em 1969, e em 1971 o seu primeiro LP, Mudam-se os tempos, mudam-se as vontades, seguido do LP Margem de certa maneira, no ano seguinte.
Durante as décadas de 80 e 90 publicou mais três álbuns de estúdio e um álbum ao vivo. O seu último álbum de originais, Resistir é vencer, foi publicado em 2004.
Em 1971 e 1973, respectivamente, José Mário Branco, foi responsável pela produção e arranjo musical dos álbuns Venham mais cinco e Cantigas de Maio, de José Afonso.
A partir da década de 80 realizou diversos trabalhos de produção musical para inúmeros artistas portugueses, entre eles Carlos do Carmo, Camané e Katia Guerreiro, inter alia.
Da sua discografia fazem também parte trabalhos de composição de bandas-sonoras para filmes e peças de teatro, e ainda três colectâneas de canções originais.
Destaca-se o single "FMI", publicado em formato maxi-single e disponibilizado juntamente com o LP Ser soli(d)/(t)ário em 1982, e ainda o álbum do espectáculo Três Cantos: ao vivo, onde colaborou com Sérgio Godinho e Fausto Bordalo Dias.

## Espectáculos
- Ser soli(d)/(t)ário (1980–1982) — no Teatro Aberto em 1980 e 1981, na Aula Magna em 1982, e em digressão pelo país nos anos seguintes;
- A noite (1985) — no Coliseu dos Recreios (Lisboa);
- Fim de noite (1987) — no Teatro Villaret (Lisboa);
- Correspondências (1991/92) — digressão;
- Maio, maduro Maio (1991) – Com Amélia Muge e João Afonso [15];
- Ao vivo em 1997 (1997) — no CCB (Lisboa), no Coliseu (Porto), no Teatro da Trindade (Lisboa) e no Teatro Gil Vicente (Coimbra);
- Festival Outono em Lisboa (1998) — no Teatro Camões (Lisboa);
- Bom dia, Benjamim (ao vivo) (1998) — orquestração e direcção musical, no CCB (Lisboa);
- Do Natal aos Reis (1998) – Com Jean Sommer, no Teatro Rivoli (Porto);
- As margens da alegria (1999),[41] em Famalicão, Loures, Seixal e Loulé;
- Porto 2001 — FM Stereo (2001) – Grupo à capella Canto Nono, composição e direcção musical, no Teatro Helena Sá e Costa (Porto);
- Três Cantos (2009) – Com Sérgio Godinho e Fausto Bordalo Dias,[42] no Campo Pequeno (Lisboa) e no Coliseu (Porto).

## Teatro
Grupo de Teatro da Liga 
- Farsas, de Gil Vicente
- Auto da compadecida, de Ariano Suassuna
- As espingardas da Tia Carrar, de Bertolt Brecht
- Aerofagus (escreveu 26 canções, porém a peça nunca foi estreada)

Groupe Organon 
- La Commune de Paris
- O racismo
- A jovem poesia inglesa e americana

A Comuna — Teatro de Pesquisa
- A mãe, de Bertolt Brecht (1977)
- Homem morto, homem posto (1978)
- A Pécora, de Natália Correia (1989)
- O estrangeiro em casa, de Richard Démarcy (1990)

Teatro do Mundo 
- A secreta família (1979)
- O guardião do rio (1980)
- Ser solidário (1981)
- Cogumelos (1981)
- A gaivota (1982)
- Ano IV D.C. (Calígula, de Camus) (?)
- Balanço I (?)
- Terramoto no Chile (?)

Outras participações
- Fuenteovejuna, de Calderón de la Barca – Teatro Maison de la Culture de Rennes (1972)
- Liberdade, liberdade – Teatro Vilaret (1974) [45]
- Galileu Galilei, de Bertolt Brecht – Teatro Experimental de Cascais (1986) [46]
- A mulher do campo, encenação de Luís Miguel Cintra – Teatro da Cornucópia (1986) [47]
- Gulliver, de Hélder Costa – A Barraca (1997) [48][49]
- Bom dia Benjamim (1998 e 2012)
- Deuladeu, de João Pedro Vaz – Comédias do Minho (2009)
- 1974 – Teatro Meridional (2010)
- A Morte do palhaço, de Raul Brandão – Teatro o Bando (1991) (com recriação em 2011) [50]
- Madrugada, de Pedro Estorninho (2012)
- Estórias do mato, de Pedro Estorninho – TEatroensaio (2013)

## Cinema
Colaborou com vários realizadores tendo desempenhado várias funções, nomeadamente actor, compositor e voz-off: 
- A Confederação, de Luís Galvão Teles (1978)
- Gente do Norte, de Leonel Brito (1977)
- O ladrão do pão, de Noémia Delgado (1979)
- Silvestre, de João César Monteiro (1982)
- Arábia (curta-metragem), de Rosa Coutinho Cabral (1982)
- Ninguém duas vezes, de Jorge Silva Melo (1985)
- Atlântida: Do Outro Lado do Espelho, de Daniel Del Negro (1985)
- O movimento das coisas, de Manuela Serra (1985)
- Agosto, de Jorge Silva Melo (1988)
- Três menos eu, de João Canijo (1988)
- O Som da Terra a Tremer, de Rita Azevedo Gomes (1990)
- Júlio Pomar — Eva saindo da costela, de Rui Simões (1992)
- Aqui d'El Rei! (telefilme), de António-Pedro Vasconcelos (1993), sobre Joaquim Augusto Mouzinho de Albuquerque
- Coitado do Jorge, de Jorge Silva Melo (1993)
- Até amanhã Mário, de Solveig Nordlund (1994)
- O Rio do Ouro, de Paulo Rocha (1998)
- A raiz do coração, de Paulo Rocha (2000)
- A espada e a rosa, de João Nicolau (2010) [52]
- José e Pilar, de Miguel Gonçalves Mendes (2010)
- Mudar de Vida: José Mário Branco, vida e obra (documentário) de Nelson Guerreiro e Pedro Fidalgo (2014) [53]
- Alfama em si, de Diogo Varela Silva (2017)
- A Portuguesa, de Rita Azevedo Gomes (2018) [54]
- Prazer, Camaradas!, de José Filipe Costa (2019) [55]

## Rádio
- O seu primeiro emprego foi nos Emissores do Norte Reunidos (1961) [56]
- TSF – Música Portuguesa com certeza (1992–1993) [52][57][58]

## Prémios
- 1992 — Prémio José Afonso
- 1996 — Prémio José Afonso[59]